# رناتا ساراسوا
رناتا ساراسوا (اسپانیایی: Renata Zarazúa‎؛ زادهٔ ۳۰ سپتامبر ۱۹۹۷) تنیس‌باز زن اهل مکزیک است.
وی در مسابقات کشوری و بین‌المللی در مجموع برندهٔ ۱ مدال طلا شده‌است.